# Посёлок имени Первое Мая
И́мени Пе́рвое Ма́я — посёлок в Богородском районе Нижегородской области. Входит в состав Каменского сельсовета.

## Этимология
Посёлок назван в честь праздника весны и труда, который отмечается 1 мая.

## Население
| 1999 | 2002 | 2010 |
| ---- | ---- | ---- |
| 21   | ↘9   | ↗11  |